# Ilse Schreiber
Ilse Schreiber (geboren 21. Februar 1886 in Pyrmont als Ilse Gottwald; gestorben 27. Februar 1980 in Fischach) war eine deutsche Schriftstellerin. Ihr Fokus lag auf Jugendbüchern und Abenteuerliteratur zu Kanada.

## Leben
Ilse Gottwald heiratete den Rechtswissenschaftler und Professor Otto Schreiber (1882–1929). Mit ihm lebte sie in Berlin und in Königsberg.
Mit Otto Schreiber unternahm sie 1927 bis 1928 eine Reise durch die Vereinigten Staaten, bei der das Paar auch Abstecher nach Kanada machte. Nach dem Tod des Mannes, mit dem sie bereits viel in aller Welt gereist war, bereiste Schreiber Kanada erneut auf Studienreise, wobei sie auch Alaska und besonders die einheimischen Völker kennenlernte.
Während des Zweiten Weltkriegs floh sie aus Berlin in die Lüneburger Heide, zog dann Ende der 1940er Jahre nach Prien am Chiemsee in Bayern. Ihr letztes Heim war in Fischach.

## Werk (Auswahl)
Sie schrieb zahlreiche Jugend- und Reiseromane über Kanada, in denen junge deutsche Einwanderer die kanadische Wildnis kolonisieren. Ihr erster Roman entsprach dem Weimarer Zeitgeist der emanzipierten, aktiven Protagonistin sowie dem amerikanischen Ideal des die Wildnis urbar machenden Immigranten, jedoch zugleich dem technischen und rassisch-kulturellen Überlegenheitsgefühl des Deutschtums, wie er durch den Nationalsozialismus propagiert wurde. Aus dieser Tendenz erwuchs in Schreibers späteren Büchern offen dargestellter Rassismus und Antisemitismus.
- Die Schwestern aus Memel (1934)
- Das grosse Spiel (1935) / Grosses Spiel in Mengerssen (1936)
- Die Flucht ins Paradies (1938)
- Kanadische Erzählungen (1941)
- Am Rande der Wildnis (1941)
- Der Dünenwurm (1941)
- Kampf gegen Manitou (1942)
- Der Gott der fremden Erde (1943)
- Das Land des Weizens und der Tränen (1943)
- Vielerlei Heimat unter dem Himmel (1949)
- Zauber unter Tabahu (1954)
- Ich war wohl klug, dass ich dich fand (1961)